# Islam Chesnokov
Islam Chesnokov (in kazako Ислам Чесноков?; Óskemen, 21 novembre 1999) è un calciatore kazako, attaccante del Tobyl.

## Carriera

### Club
Dopo aver esordito con la maglia dell'Altaı, club nel quale è cresciuto calcisticamente, nel 2021 si trasferisce al Belšyna, formazione bielorussa con cui esordisce nel massimo campionato nazionale. Dopo due stagioni, nel 2023 ritorna in Kazakistan, vestendo questa volta la maglia del Tobyl.

### Nazionale
Riceve la sua prima chiamata in nazionale maggiore nell'agosto del 2023. Il 7 settembre successivo esordisce da subentrato contro la nazionale finlandese, in un match terminato 1-0 per la formazione scandinava. Il 17 novembre 2023 mette a segno i suoi primi due gol in nazionale, in un match di qualificazione ad Euro 2024 contro la nazionale di San Marino.

## Palmarès
- Coppa del Kazakistan: 3

Tobyl: 2023
- Supercoppa del Kazakistan: 1

Tobyl: 2024